# Division Américaine de la LNH
En Amérique du Nord, la division Américaine de la Ligue nationale de hockey (ou : section Américaine) a été formée en 1926. De cette année-là à 1938, les dix équipes de la ligue sont séparées en deux, l'autre partie formant la division Canadienne.

## Équipes à la dissolution
- Bruins de Boston
- Black Hawks de Chicago
- Red Wings de Détroit
- Rangers de New York

## Évolution de la division

### 1926-1930
- Bruins de Boston
- Black Hawks de Chicago
- Cougars de Détroit
- Rangers de New York
- Pirates de Pittsburgh

### 1930-1931
- Bruins de Boston
- Black Hawks de Chicago
- Falcons de Détroit
- Rangers de New York
- Quakers de Philadelphie

### 1931-1938
- Bruins de Boston
- Black Hawks de Chicago
- Falcons de Détroit, puis Red Wings de Détroit
- Rangers de New York

## Champions de division
La liste ci-dessous reprend les équipes championnes de la division Américaine :
Légende :
- Vainqueur de la Coupe Stanley
- Finaliste de la Coupe Stanley

| Saison  | Franchise            | Bilan    | Pts | Résultats en playoffs                                                              |
| ------- | -------------------- | -------- | --- | ---------------------------------------------------------------------------------- |
| 1926-27 | Rangers de New York  | 25-13-6  | 56  | Victoire - Demi-finale (Rangers) 3-1 Défaite - Coupe Stanley (Sénateurs) 2-0-2     |
| 1927-28 | Bruins de Boston     | 20-13-11 | 51  | Défaite - Demi-finale (Rangers) 5-2                                                |
| 1928-29 | Bruins de Boston     | 26-13-5  | 57  | Victoire - Demi-finale (Canadiens) 3-0 Victoire - Coupe Stanley (Rangers) 2-0      |
| 1929-30 | Bruins de Boston     | 38-5-1   | 77  | Victoire - Demi-finale (Maroons) 3-1 Défaite - Coupe Stanley (Canadiens) 2-0       |
| 1930-31 | Bruins de Boston     | 28-10-6  | 62  | Défaite - Demi-finale (Canadiens) 3-2                                              |
| 1931-32 | Rangers de New York  | 23-17-8  | 54  | Victoire - Demi-finale (Canadiens) 3-1 Défaite - Coupe Stanley (Maple Leafs) 3-0   |
| 1932-33 | Bruins de Boston     | 25-15-8  | 58  | Défaite - Demi-finale (Maple Leafs) 3-2                                            |
| 1933-34 | Red Wings de Détroit | 24-14-10 | 58  | Victoire - Demi-finale (Maple Leafs) 3-2 Défaite - Coupe Stanley (Black Hawks) 3-1 |
| 1934-35 | Bruins de Boston     | 26-16-6  | 58  | Défaite - Demi-finale (Maple Leafs) 3-1                                            |
| 1935-36 | Red Wings de Détroit | 24-16-8  | 56  | Victoire - Demi-finale (Maroons) 3-0 Victoire - Coupe Stanley (Maple Leafs)        |
| 1936-37 | Red Wings de Détroit | 25-14-9  | 59  | Victoire - Demi-finale (Canadiens) 3-2 Victoire - Coupe Stanley (Rangers) 3-2      |
| 1937-38 | Bruins de Boston     | 30-11-7  | 67  | Défaite - Demi-finale (Maple Leafs) 3-0                                            |

## Résultats saison par saison
Légende :
- Vainqueur de la Coupe Stanley
- Finaliste de la Coupe Stanley
- Qualifié pour les séries éliminatoires

| Saison  | Bilan des équipes | Bilan des équipes | Bilan des équipes | Bilan des équipes | Bilan des équipes |
| ------- | ----------------- | ----------------- | ----------------- | ----------------- | ----------------- |
| Saison  | 1er               | 2e                | 3e                | 4e                | 5e                |
| 1926-27 | NY Rangers (26)   | Boston (45)       | Chicago (41)      | Pittsburgh (33)   | Détroit (28)      |
| 1927-28 | Boston (51)       | NY Rangers (47)   | Pittsburgh (46)   | Détroit (44)      | Chicago (17)      |
| 1928-29 | Boston (57)       | NY Rangers (52)   | Détroit (47)      | Pittsburgh (26)   | Chicago (22)      |
| 1929-30 | Boston (77)       | Chicago (47)      | NY Rangers (44)   | Détroit (34)      | Pittsburgh (13)   |
| 1930-31 | Boston (62)       | Chicago (51)      | NY Rangers (47)   | Détroit (39)      | Philadelphie (12) |
| 1931-32 | NY Rangers (54)   | Chicago (47)      | Détroit (46)      | Boston (42)       |                   |
| 1932-33 | Boston (58)       | Détroit (58)      | NY Rangers (54)   | Chicago (44)      |                   |
| 1933-34 | Détroit (58)      | Chicago (51)      | NY Rangers (50)   | Boston (41)       |                   |
| 1934-35 | Boston (58)       | Chicago (57)      | NY Rangers (50)   | Détroit (45)      |                   |
| 1935-36 | Détroit (56)      | Boston (50)       | Chicago (50)      | NY Rangers (50)   |                   |
| 1936-37 | Détroit (59)      | Boston (53)       | NY Rangers (47)   | Chicago (35)      |                   |
| 1937-38 | Boston (67)       | NY Rangers (60)   | Chicago (37)      | Détroit (35)      |                   |

## Vainqueur de la Coupe Stanley
À sept reprises, une équipe de la division Américaine a remporté la Coupe Stanley au cours de l'existence de la division :
- 1928 - Rangers de New York
- 1929 - Bruins de Boston
- 1933 - Rangers de New York
- 1934 - Black Hawks de Chicago
- 1936 - Red Wings de Détroit
- 1937 - Red Wings de Détroit
- 1938 - Black Hawks de Chicago

## Liste des équipes vainqueur de la Division Américaine
| Franchise            | Titres | Dernier titre | Années                                   |
| -------------------- | ------ | ------------- | ---------------------------------------- |
| Bruins de Boston     | 7      | 1938          | 1928, 1929, 1930, 1931, 1933, 1935, 1938 |
| Red Wings de Détroit | 3      | 1937          | 1934, 1936, 1937                         |
| Rangers de New York  | 2      | 1932          | 1927, 1932                               |